# Calcio ai Giochi della XXX Olimpiade - Convocazioni al torneo maschile

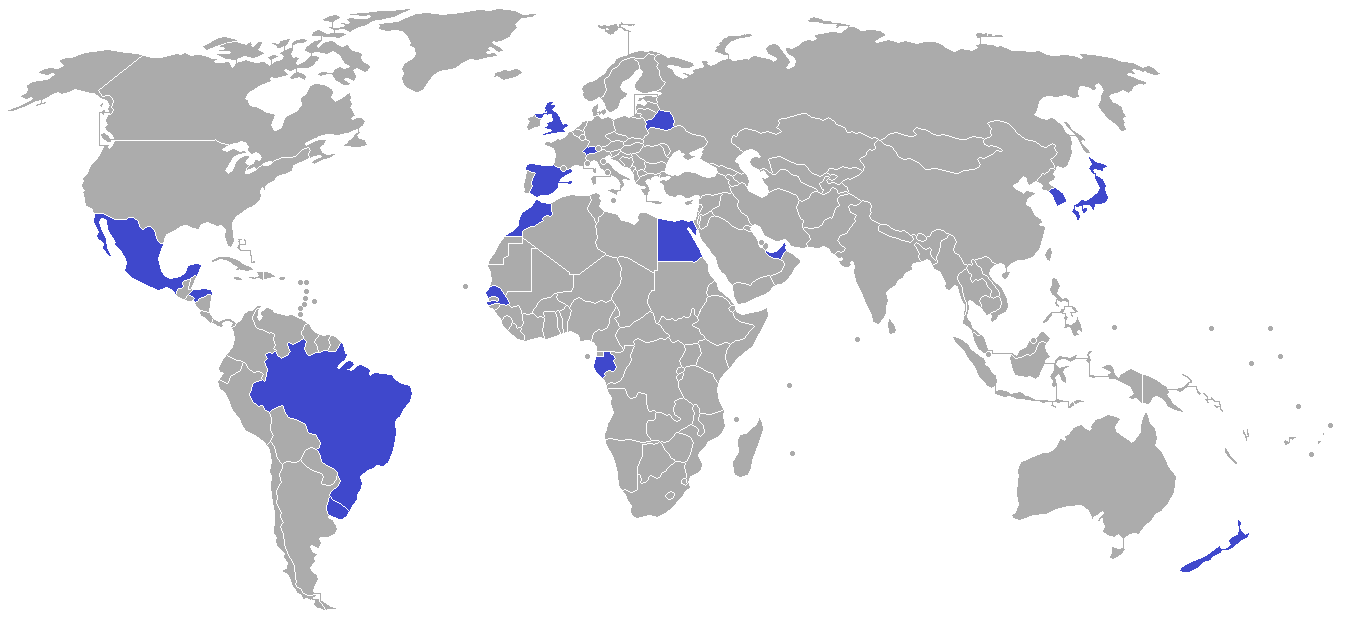
Nazioni partecipanti

Questa pagina contiene un elenco di tutti i calciatori convocati al torneo maschile di calcio dei Giochi olimpici estivi 2012.
Il regolamento prevede rose di diciotto giocatori Under-23, con un massimo di tre giocatori "fuori quota" nati prima del 1º gennaio 1989 (di seguito indicati negli elenchi con (+) ).

## Gruppo A

### Emirati Arabi Uniti
Allenatore:  Mahdi Redha
| N. | Pos. | Giocatore             | Data nascita (età)          | Pres. | Reti | Squadra        |
| -- | ---- | --------------------- | --------------------------- | ----- | ---- | -------------- |
| 1  | P    | Ali Khaseif (+)       | 9 giugno 1987 (25 anni)     |       |      | Al-Jazira      |
| 2  | D    | Saad Surour           | 17 luglio 1990 (22 anni)    |       |      | Shabab Al-Ahli |
| 3  | D    | Abdulaziz Hussain     | 10 settembre 1990 (21 anni) |       |      | Al-Shabab      |
| 4  | D    | Mohamed Ahmed         | 16 aprile 1989 (23 anni)    |       |      | Al-Shabab      |
| 5  | C    | Amer Abdulrahman      | 3 luglio 1989 (23 anni)     |       |      | Baniyas        |
| 6  | D    | Ali Alamri            | 29 luglio 1993 (18 anni)    |       |      | Al-Nasr        |
| 7  | C    | Ismail Al Hammadi (+) | 1º luglio 1988 (24 anni)    |       |      | Al-Shabab      |
| 8  | D    | Hamdan Al Kamali      | 2 maggio 1989 (23 anni)     |       |      | Al-Wahda       |
| 9  | A    | Ahmed Ali             | 28 gennaio 1990 (22 anni)   |       |      | Baniyas        |
| 10 | A    | Ismail Matar (+)      | 7 aprile 1983 (29 anni)     |       |      | Al-Wahda       |
| 11 | A    | Ahmed Khalil          | 8 giugno 1991 (21 anni)     |       |      | Shabab Al-Ahli |
| 12 | C    | Habib Fardan          | 11 novembre 1990 (21 anni)  |       |      | Al-Nasr        |
| 13 | C    | Khamis Esmaeel        | 16 agosto 1989 (22 anni)    |       |      | Emirates       |
| 14 | D    | Abdelaziz Sanqour     | 7 maggio 1989 (23 anni)     |       |      | Sharjah        |
| 15 | C    | Omar Abdulrahman      | 20 settembre 1991 (20 anni) |       |      | Al-Ain         |
| 16 | C    | Rashed Eisa           | 24 agosto 1990 (21 anni)    |       |      | Al-Wasl        |
| 17 | C    | Mohamed Fawzi         | 22 febbraio 1990 (22 anni)  |       |      | Baniyas        |
| 18 | P    | Khalid Eisa           | 15 settembre 1989 (22 anni) |       |      | Al-Jazira      |
| 19 | A    | Ali Mabkhout          | 5 ottobre 1990 (21 anni)    |       |      | Al-Jazira      |

### Regno Unito
Allenatore:  Stuart Pearce
| N. | Pos. | Giocatore          | Data nascita (età)          | Pres. | Reti | Squadra         |
| -- | ---- | ------------------ | --------------------------- | ----- | ---- | --------------- |
| 1  | P    | Jack Butland       | 10 marzo 1993 (19 anni)     |       |      | Birmingham City |
| 2  | D    | Neil Taylor        | 7 febbraio 1989 (23 anni)   |       |      | Swansea City    |
| 3  | D    | Ryan Bertrand      | 5 agosto 1989 (22 anni)     |       |      | Chelsea         |
| 4  | D    | Danny Rose         | 2 luglio 1990 (22 anni)     |       |      | Tottenham       |
| 5  | D    | Steven Caulker     | 29 dicembre 1991 (20 anni)  |       |      | Swansea City    |
| 6  | D    | Craig Dawson       | 6 maggio 1990 (22 anni)     |       |      | West Bromwich   |
| 7  | C    | Tom Cleverley      | 12 agosto 1989 (22 anni)    |       |      | Manchester Utd  |
| 8  | C    | Joe Allen          | 14 marzo 1990 (22 anni)     |       |      | Swansea City    |
| 9  | A    | Daniel Sturridge   | 1º settembre 1989 (22 anni) |       |      | Chelsea         |
| 10 | A    | Craig Bellamy (+)  | 13 luglio 1979 (33 anni)    |       |      | Liverpool       |
| 11 | C    | Ryan Giggs (+)     | 29 novembre 1973 (38 anni)  |       |      | Manchester Utd  |
| 12 | D    | James Tomkins      | 29 marzo 1989 (23 anni)     |       |      | West Ham Utd    |
| 13 | C    | Jack Cork          | 25 giugno 1989 (23 anni)    |       |      | Southampton     |
| 14 | D    | Micah Richards (+) | 24 giugno 1988 (24 anni)    |       |      | Manchester City |
| 15 | C    | Aaron Ramsey       | 26 dicembre 1990 (21 anni)  |       |      | Arsenal         |
| 16 | A    | Scott Sinclair     | 25 marzo 1989 (23 anni)     |       |      | Swansea City    |
| 17 | A    | Marvin Sordell     | 17 febbraio 1991 (21 anni)  |       |      | Bolton          |
| 18 | P    | Jason Steele       | 18 agosto 1990 (21 anni)    |       |      | Middlesbrough   |

### Senegal
Allenatore:  Abdoukarime Diouf
| N. | Pos. | Giocatore         | Data nascita (età)          | Pres. | Reti | Squadra          |
| -- | ---- | ----------------- | --------------------------- | ----- | ---- | ---------------- |
| 1  | P    | Ousmane Mané      | 1º ottobre 1990 (21 anni)   |       |      | Diambars         |
| 2  | D    | Saliou Ciss       | 15 settembre 1989 (22 anni) |       |      | Tromsø           |
| 3  | C    | Ibrahima Seck     | 10 agosto 1989 (22 anni)    |       |      | Épinal           |
| 4  | D    | Abdoulaye Ba      | 1º gennaio 1991 (21 anni)   |       |      | Académica        |
| 5  | D    | Papa Gueye (+)    | 7 giugno 1984 (28 anni)     |       |      | Metalist         |
| 6  | D    | Zargo Touré       | 11 novembre 1989 (22 anni)  |       |      | Boulogne         |
| 7  | A    | Moussa Konaté     | 3 aprile 1993 (19 anni)     |       |      | Maccabi Tel Aviv |
| 8  | C    | Cheikhou Kouyaté  | 21 dicembre 1989 (22 anni)  |       |      | Anderlecht       |
| 9  | D    | Serigne Kara      | 11 novembre 1989 (22 anni)  |       |      | Tromsø           |
| 10 | C    | Sadio Mané        | 10 aprile 1992 (20 anni)    |       |      | Metz             |
| 11 | A    | Kalidou Yero      | 19 agosto 1991 (20 anni)    |       |      | Gil Vicente      |
| 12 | A    | Ibrahima Baldé    | 4 aprile 1989 (23 anni)     |       |      | Osasuna          |
| 13 | C    | Mohamed Diamé (+) | 14 giugno 1987 (25 anni)    |       |      | Wigan            |
| 14 | C    | Idrissa Gueye     | 26 settembre 1989 (22 anni) |       |      | Lilla            |
| 15 | C    | Magaye Gueye      | 6 luglio 1990 (22 anni)     |       |      | Everton          |
| 16 | D    | Pape Souaré       | 6 giugno 1990 (22 anni)     |       |      | Lilla            |
| 17 | C    | Stéphane Badji    | 29 maggio 1990 (22 anni)    |       |      | Sogndal          |
| 18 | P    | Papa Camara       | 16 gennaio 1993 (19 anni)   |       |      | Sochaux          |

### Uruguay
Allenatore:  Óscar Tabárez
| N. | Pos. | Giocatore              | Data nascita (età)         | Pres. | Reti | Squadra           |
| -- | ---- | ---------------------- | -------------------------- | ----- | ---- | ----------------- |
| 1  | P    | Martín Campaña         | 29 maggio 1989 (23 anni)   |       |      | Cerro Largo       |
| 2  | D    | Ramón Arias            | 27 luglio 1992 (19 anni)   |       |      | Defensor Sporting |
| 3  | D    | Diego Polenta          | 6 febbraio 1992 (20 anni)  |       |      | Genoa             |
| 4  | D    | Sebastián Coates       | 7 ottobre 1990 (21 anni)   |       |      | Liverpool         |
| 5  | D    | Emiliano Albín         | 24 gennaio 1989 (23 anni)  |       |      | Peñarol           |
| 6  | D    | Alexis Rolín           | 7 febbraio 1989 (23 anni)  |       |      | Nacional          |
| 7  | A    | Edinson Cavani (+)     | 14 febbraio 1987 (25 anni) |       |      | Napoli            |
| 8  | C    | Maximiliano Calzada    | 21 aprile 1990 (22 anni)   |       |      | Nacional          |
| 9  | A    | Luis Suárez (+)        | 24 gennaio 1987 (25 anni)  |       |      | Liverpool         |
| 10 | C    | Gastón Ramírez         | 2 dicembre 1990 (21 anni)  |       |      | Bologna           |
| 11 | A    | Abel Hernández         | 8 agosto 1990 (21 anni)    |       |      | Palermo           |
| 12 | A    | Jonathan Urretaviscaya | 19 marzo 1990 (22 anni)    |       |      | Vitória Guimarães |
| 13 | D    | Matías Aguirregaray    | 1º aprile 1989 (23 anni)   |       |      | Palermo           |
| 14 | C    | Nicolás Lodeiro        | 21 marzo 1989 (23 anni)    |       |      | Ajax              |
| 15 | C    | Diego Rodríguez        | 4 settembre 1989 (22 anni) |       |      | Defensor Sporting |
| 16 | C    | Tabaré Viudez          | 8 settembre 1989 (22 anni) |       |      | Nacional          |
| 17 | C    | Egidio Arévalo (+)     | 1º gennaio 1982 (30 anni)  |       |      | Club Tijuana      |
| 18 | P    | Leandro Gelpi          | 27 febbraio 1991 (21 anni) |       |      | Peñarol           |

## Gruppo B

### Corea del Sud
Allenatore:  Hong Myung-Bo
| N. | Pos. | Giocatore           | Data nascita (età)          | Pres. | Reti | Squadra             |
| -- | ---- | ------------------- | --------------------------- | ----- | ---- | ------------------- |
| 1  | P    | Jung Sung-ryong (+) | 4 gennaio 1985 (27 anni)    |       |      | Suwon Bluewings     |
| 2  | D    | Oh Jae-Suk          | 4 gennaio 1990 (22 anni)    |       |      | Gangwon             |
| 3  | D    | Yun Suk-Young       | 13 febbraio 1990 (22 anni)  |       |      | Chunnam Dragons     |
| 4  | D    | Kim Young-Gwon      | 27 febbraio 1990 (22 anni)  |       |      | RB Omiya Ardija     |
| 5  | D    | Kim Kee-Hee         | 13 luglio 1989 (23 anni)    |       |      | Daegu               |
| 6  | C    | Ki Sung-Yueng       | 24 gennaio 1989 (23 anni)   |       |      | Celtic              |
| 7  | C    | Kim Bo-Kyung        | 6 ottobre 1989 (22 anni)    |       |      | Cerezo Osaka        |
| 8  | C    | Baek Sung-Dong      | 13 agosto 1991 (20 anni)    |       |      | Júbilo Iwata        |
| 9  | A    | Ji Dong-Won         | 28 maggio 1991 (21 anni)    |       |      | Sunderland          |
| 10 | A    | Park Chu-Young (+)  | 10 luglio 1985 (27 anni)    |       |      | Arsenal             |
| 11 | C    | Nam Tae-Hee         | 3 luglio 1991 (21 anni)     |       |      | Lekhwiya            |
| 12 | D    | Hwang Seok-Ho       | 27 giugno 1989 (23 anni)    |       |      | Sanfrecce Hiroshima |
| 13 | C    | Koo Ja-Cheol        | 27 febbraio 1989 (23 anni)  |       |      | Augusta             |
| 14 | D    | Kim Chang-Soo (+)   | 12 settembre 1985 (26 anni) |       |      | Busan IPark         |
| 15 | C    | Park Jong-Woo       | 10 marzo 1989 (23 anni)     |       |      | Busan IPark         |
| 16 | C    | Jung Woo-Young      | 14 dicembre 1989 (22 anni)  |       |      | Kyoto Sanga         |
| 17 | A    | Kim Hyun-Sung       | 27 settembre 1989 (22 anni) |       |      | Seoul               |
| 18 | P    | Lee Beom-Young      | 2 aprile 1989 (23 anni)     |       |      | Busan IPark         |

### Gabon
Allenatore:  Claude Albert Mbourounot
| N. | Pos. | Giocatore                 | Data nascita (età)          | Pres. | Reti | Squadra             |
| -- | ---- | ------------------------- | --------------------------- | ----- | ---- | ------------------- |
| 1  | P    | Didier Ovono (+)          | 23 gennaio 1983 (29 anni)   |       |      | Le Mans             |
| 2  | D    | Muller Dinda              | 22 settembre 1995 (16 anni) |       |      | Cercle Mbéri        |
| 3  | D    | Stévy Nzambé              | 4 settembre 1991 (20 anni)  |       |      | Olympique Marsiglia |
| 4  | C    | Franck Engonga            | 26 luglio 1993 (19 anni)    |       |      | USM Libreville      |
| 6  | D    | Rémy Ebanega              | 17 novembre 1989 (22 anni)  |       |      | Bitam               |
| 7  | A    | Allen Nono                | 15 agosto 1992 (19 anni)    |       |      | USM Libreville      |
| 8  | C    | Alexander N'Doumbou       | 4 gennaio 1992 (20 anni)    |       |      | Orléans             |
| 9  | A    | Pierre-Emerick Aubameyang | 18 giugno 1989 (23 anni)    |       |      | Saint-Étienne       |
| 10 | C    | Lévy Madinda              | 11 giugno 1992 (20 anni)    |       |      | Celta Vigo B        |
| 11 | A    | Axel Méyé                 | 6 giugno 1995 (17 anni)     |       |      | Bitam               |
| 12 | C    | Merlin Tandjigora         | 6 aprile 1990 (22 anni)     |       |      | Carquefou           |
| 13 | C    | Cédric Boussoughou        | 20 luglio 1991 (21 anni)    |       |      | Mangasport          |
| 14 | C    | André Biyogo Poko         | 7 marzo 1993 (19 anni)      |       |      | Bordeaux            |
| 15 | D    | Henri Ndong               | 23 agosto 1992 (19 anni)    |       |      | Bitam               |
| 16 | D    | Emmanuel Ndong            | 4 maggio 1992 (20 anni)     |       |      | Sogéa               |
| 17 | C    | Jerry Obiang              | 10 giugno 1992 (20 anni)    |       |      | Sogéa               |
| 18 | P    | Anthony Mfa Mezui         | 7 marzo 1991 (21 anni)      |       |      | Metz                |
| 21 | C    | Samson Mbingui            | 9 febbraio 1992 (20 anni)   |       |      | Mangasport          |

### Messico
Allenatore:  Luis Fernando Tena
| N. | Pos. | Giocatore          | Data nascita (età)          | Pres. | Reti | Squadra       |
| -- | ---- | ------------------ | --------------------------- | ----- | ---- | ------------- |
| 1  | P    | José Corona (+)    | 26 gennaio 1981 (31 anni)   |       |      | Cruz Azul     |
| 2  | D    | Israel Jiménez     | 13 agosto 1989 (22 anni)    |       |      | Tigres UANL   |
| 3  | D    | Carlos Salcido (+) | 2 aprile 1980 (32 anni)     |       |      | Tigres UANL   |
| 4  | D    | Hiram Mier         | 25 agosto 1989 (22 anni)    |       |      | Monterrey     |
| 5  | D    | Dárvin Chávez      | 21 novembre 1989 (22 anni)  |       |      | Monterrey     |
| 6  | C    | Héctor Herrera     | 19 aprile 1990 (22 anni)    |       |      | Pachuca       |
| 7  | C    | Javier Cortés      | 20 luglio 1989 (23 anni)    |       |      | Pumas UNAM    |
| 8  | A    | Marco Fabián       | 21 luglio 1989 (23 anni)    |       |      | Guadalajara   |
| 9  | A    | Oribe Peralta (+)  | 12 gennaio 1984 (28 anni)   |       |      | Santos Laguna |
| 10 | C    | Giovani dos Santos | 11 maggio 1989 (23 anni)    |       |      | Tottenham     |
| 11 | C    | Javier Aquino      | 11 febbraio 1990 (22 anni)  |       |      | Cruz Azul     |
| 12 | A    | Raúl Jiménez       | 5 maggio 1991 (21 anni)     |       |      | América       |
| 13 | D    | Diego Reyes        | 19 settembre 1992 (19 anni) |       |      | América       |
| 14 | C    | Jorge Enríquez     | 8 gennaio 1991 (21 anni)    |       |      | Guadalajara   |
| 15 | D    | Néstor Vidrio      | 22 marzo 1989 (23 anni)     |       |      | Pachuca       |
| 16 | D    | Miguel Ponce       | 12 aprile 1989 (23 anni)    |       |      | Guadalajara   |
| 17 | D    | Néstor Araujo      | 29 agosto 1991 (20 anni)    |       |      | Cruz Azul     |
| 18 | P    | José Rodríguez     | 4 luglio 1992 (20 anni)     |       |      | Veracruz      |

### Svizzera
Allenatore:  Pierluigi Tami
| N. | Pos. | Giocatore               | Data nascita (età)         | Pres. | Reti | Squadra      |
| -- | ---- | ----------------------- | -------------------------- | ----- | ---- | ------------ |
| 1  | P    | Diego Benaglio (+)      | 8 settembre 1983 (28 anni) |       |      | Wolfsburg    |
| 2  | C    | Xavier Hochstrasser (+) | 1º luglio 1988 (24 anni)   |       |      | Lucerna      |
| 3  | D    | Fabio Daprelà           | 19 febbraio 1991 (21 anni) |       |      | Brescia      |
| 4  | C    | Oliver Buff             | 3 agosto 1992 (19 anni)    |       |      | Zurigo       |
| 5  | D    | François Affolter       | 13 marzo 1991 (21 anni)    |       |      | Werder Brema |
| 6  | C    | Alain Wiss              | 21 agosto 1990 (21 anni)   |       |      | Lucerna      |
| 7  | A    | Innocent Emeghara       | 27 maggio 1989 (23 anni)   |       |      | Lorient      |
| 8  | C    | Amir Abrashi            | 27 marzo 1990 (22 anni)    |       |      | Grasshoppers |
| 9  | C    | Fabian Frei             | 8 gennaio 1989 (23 anni)   |       |      | Basilea      |
| 10 | C    | Pajtim Kasami           | 2 giugno 1992 (20 anni)    |       |      | Fulham       |
| 11 | A    | Admir Mehmedi           | 16 marzo 1991 (21 anni)    |       |      | Dinamo Kiev  |
| 12 | A    | Josip Drmić             | 8 agosto 1992 (19 anni)    |       |      | Zurigo       |
| 13 | D    | Ricardo Rodríguez       | 25 agosto 1992 (19 anni)   |       |      | Wolfsburg    |
| 14 | A    | Steven Zuber            | 17 agosto 1991 (20 anni)   |       |      | Grasshoppers |
| 15 | D    | Timm Klose (+)          | 9 maggio 1988 (24 anni)    |       |      | Norimberga   |
| 16 | D    | Fabian Schär            | 20 dicembre 1991 (20 anni) |       |      | Wil          |
| 17 | D    | Michel Morganella       | 17 maggio 1989 (23 anni)   |       |      | Novara       |
| 18 | P    | Benjamin Siegrist       | 31 gennaio 1992 (20 anni)  |       |      | Aston Villa  |

## Gruppo C

### Bielorussia
Allenatore:  Heorhij Kandrac'eŭ
| N. | Pos. | Giocatore              | Data nascita (età)         | Pres. | Reti | Squadra                |
| -- | ---- | ---------------------- | -------------------------- | ----- | ---- | ---------------------- |
| 1  | P    | Aljaksandr Hutar       | 18 aprile 1989 (23 anni)   |       |      | BATĖ Borisov           |
| 2  | C    | Stanislaŭ Drahun (+)   | 4 giugno 1988 (24 anni)    |       |      | Dinamo Minsk           |
| 3  | D    | Ihar Kuz'mjanok        | 6 luglio 1990 (22 anni)    |       |      | Homel'                 |
| 4  | D    | Sjarhej Palicevič      | 9 aprile 1990 (22 anni)    |       |      | Dinamo Minsk           |
| 5  | C    | Dzmitryj Baha          | 4 gennaio 1990 (22 anni)   |       |      | BATĖ Borisov           |
| 6  | D    | Aljaksej Haŭrylovič    | 5 gennaio 1990 (22 anni)   |       |      | Naftan                 |
| 8  | A    | Sjarhej Karnilenka (+) | 14 giugno 1983 (29 anni)   |       |      | Kryl'ja Sovetov Samara |
| 9  | A    | Uladzimir Chvaščynski  | 10 maggio 1990 (22 anni)   |       |      | Dinamo Brėst           |
| 10 | C    | Renan Bressan (+)      | 3 novembre 1988 (23 anni)  |       |      | BATĖ Borisov           |
| 11 | A    | Andrėj Varankoŭ        | 8 febbraio 1989 (23 anni)  |       |      | Nëman                  |
| 12 | C    | Aljaksej Kazloŭ        | 11 luglio 1989 (23 anni)   |       |      | Tarpeda Žodzina        |
| 13 | C    | Illja Aleksievič       | 10 febbraio 1991 (21 anni) |       |      | Homel'                 |
| 14 | A    | Jahor Zubovič          | 1º giugno 1989 (23 anni)   |       |      | Naftan                 |
| 15 | C    | Arcëm Salavej          | 1º novembre 1990 (21 anni) |       |      | Tarpeda Žodzina        |
| 16 | C    | Michail Hardzjajčuk    | 23 ottobre 1989 (22 anni)  |       |      | Belšyna                |
| 17 | D    | Dzjanis Paljakoŭ       | 17 aprile 1991 (21 anni)   |       |      | BATĖ Borisov           |
| 18 | P    | Andrėj Ščarbakoŭ       | 31 gennaio 1991 (21 anni)  |       |      | BATĖ Borisov           |
| 19 | A    | Maksim Skavyš          | 13 novembre 1989 (22 anni) |       |      | Belšyna                |

### Brasile
Allenatore:  Mano Menezes
| N. | Pos. | Giocatore        | Data nascita (età)          | Pres. | Reti | Squadra        |
| -- | ---- | ---------------- | --------------------------- | ----- | ---- | -------------- |
| 1  | P    | Gabriel          | 27 settembre 1992 (19 anni) |       |      | Cruzeiro       |
| 2  | D    | Rafael           | 9 luglio 1990 (22 anni)     |       |      | Manchester Utd |
| 3  | D    | Thiago Silva (+) | 22 settembre 1984 (27 anni) |       |      | Milan          |
| 4  | D    | Juan Jesus       | 10 giugno 1991 (21 anni)    |       |      | Inter          |
| 5  | C    | Sandro           | 15 marzo 1989 (23 anni)     |       |      | Tottenham      |
| 6  | D    | Marcelo (+)      | 12 maggio 1988 (24 anni)    |       |      | Real Madrid    |
| 7  | C    | Lucas            | 13 agosto 1992 (19 anni)    |       |      | San Paolo      |
| 8  | C    | Rômulo           | 19 settembre 1990 (21 anni) |       |      | Vasco da Gama  |
| 9  | A    | Leandro Damião   | 22 luglio 1989 (23 anni)    |       |      | Internacional  |
| 10 | C    | Oscar            | 9 settembre 1991 (20 anni)  |       |      | Internacional  |
| 11 | A    | Neymar           | 5 febbraio 1992 (20 anni)   |       |      | Santos         |
| 12 | A    | Hulk (+)         | 25 luglio 1986 (26 anni)    |       |      | Porto          |
| 13 | D    | Bruno Uvini      | 3 giugno 1991 (21 anni)     |       |      | San Paolo      |
| 14 | D    | Danilo           | 15 luglio 1991 (21 anni)    |       |      | Porto          |
| 15 | D    | Alex Sandro      | 26 gennaio 1991 (21 anni)   |       |      | Porto          |
| 16 | C    | Ganso            | 12 ottobre 1989 (22 anni)   |       |      | Santos         |
| 17 | A    | Pato             | 2 settembre 1989 (22 anni)  |       |      | Milan          |
| 18 | P    | Neto             | 19 luglio 1989 (23 anni)    |       |      | Fiorentina     |

### Egitto
Allenatore:  Hany Ramzy
| N. | Pos. | Giocatore              | Data nascita (età)         | Pres. | Reti | Squadra          |
| -- | ---- | ---------------------- | -------------------------- | ----- | ---- | ---------------- |
| 1  | P    | Ahmed El Shenawy       | 14 maggio 1991 (21 anni)   |       |      | Al-Masry         |
| 2  | D    | Mahmoud Alaa Eldin     | 1º gennaio 1991 (21 anni)  |       |      | Haras El-Hodood  |
| 3  | D    | Ali Fathi              | 2 gennaio 1992 (20 anni)   |       |      | Al-Mokawloon     |
| 4  | D    | Omar Gaber             | 30 gennaio 1992 (20 anni)  |       |      | Zamalek          |
| 5  | C    | Mohamed Aboutreika (+) | 7 novembre 1978 (33 anni)  |       |      | Al-Ahly          |
| 6  | D    | Ahmed Hegazy           | 25 gennaio 1991 (21 anni)  |       |      | Ismaily          |
| 7  | D    | Ahmed Fathy (+)        | 10 novembre 1984 (27 anni) |       |      | Al-Ahly          |
| 8  | C    | Shehab Ahmed           | 22 agosto 1990 (21 anni)   |       |      | Al-Ahly          |
| 9  | A    | Marwan Mohsen          | 26 febbraio 1989 (23 anni) |       |      | Petrojet         |
| 10 | A    | Emad Motaeb (+)        | 20 febbraio 1983 (29 anni) |       |      | Al-Ahly          |
| 11 | A    | Mohamed Salah          | 15 giugno 1992 (20 anni)   |       |      | Al-Mokawloon     |
| 12 | D    | Islam Ramadan          | 1º novembre 1990 (21 anni) |       |      | Haras El-Hodood  |
| 13 | C    | Saleh Gomaa            | 1º agosto 1993 (18 anni)   |       |      | ENPPI            |
| 14 | C    | Hossam Hassan          | 30 aprile 1989 (23 anni)   |       |      | Al-Masry         |
| 15 | D    | Saad Samir             | 1º aprile 1989 (23 anni)   |       |      | Al-Masry         |
| 16 | A    | Ahmed Magdi            | 9 dicembre 1989 (22 anni)  |       |      | Ghazl El-Mehalla |
| 17 | C    | Mohamed El Neny        | 11 luglio 1992 (20 anni)   |       |      | Al-Mokawloon     |
| 18 | P    | Mohamed Bassam         | 25 dicembre 1990 (21 anni) |       |      | El Gaish         |

### Nuova Zelanda
Allenatore:  Neil Emblen
| N. | Pos. | Giocatore              | Data nascita (età)          | Pres. | Reti | Squadra             |
| -- | ---- | ---------------------- | --------------------------- | ----- | ---- | ------------------- |
| 1  | P    | Jake Gleeson           | 26 giugno 1990 (22 anni)    |       |      | Portland Timbers    |
| 2  | C    | Tim Payne              | 10 gennaio 1994 (18 anni)   |       |      | Blackburn           |
| 3  | D    | Ian Hogg               | 15 dicembre 1989 (22 anni)  |       |      | Auckland City       |
| 4  | D    | Tim Myers              | 17 settembre 1990 (21 anni) |       |      | Waitakere Utd       |
| 5  | D    | Tommy Smith            | 31 marzo 1990 (22 anni)     |       |      | Ipswich Town        |
| 6  | D    | Ryan Nelsen (+)        | 18 ottobre 1977 (34 anni)   |       |      | Tottenham           |
| 7  | A    | Kosta Barbarouses      | 19 febbraio 1990 (22 anni)  |       |      | Alanija Vladikavkaz |
| 8  | C    | Michael McGlinchey (+) | 7 gennaio 1987 (25 anni)    |       |      | C.C. Mariners       |
| 9  | A    | Shane Smeltz (+)       | 29 settembre 1981 (30 anni) |       |      | Perth Glory         |
| 10 | A    | Chris Wood             | 7 dicembre 1991 (20 anni)   |       |      | Bristol City        |
| 11 | C    | Marco Rojas            | 5 novembre 1991 (20 anni)   |       |      | Melbourne Victory   |
| 12 | D    | Adam Thomas            | 1º aprile 1992 (20 anni)    |       |      | Melville United     |
| 13 | C    | Alex Feneridis         | 13 novembre 1989 (22 anni)  |       |      | Auckland City       |
| 14 | D    | James Musa             | 1º aprile 1992 (20 anni)    |       |      | Team Wellington     |
| 15 | C    | Cameron Howieson       | 22 dicembre 1994 (17 anni)  |       |      | Burnley             |
| 16 | A    | Dakota Lucas           | 26 luglio 1991 (21 anni)    |       |      | Sunshine Coast      |
| 17 | C    | Adam McGeorge          | 30 marzo 1989 (23 anni)     |       |      | Auckland City       |
| 18 | P    | Michael O'Keeffe       | 9 agosto 1990 (21 anni)     |       |      | Fairfield Stags     |

## Gruppo D

### Honduras
Allenatore:  Luis Suárez
| N. | Pos. | Giocatore           | Data nascita (età)         | Pres. | Reti | Squadra       |
| -- | ---- | ------------------- | -------------------------- | ----- | ---- | ------------- |
| 1  | P    | José Mendoza        | 21 luglio 1989 (23 anni)   |       |      | Platense      |
| 2  | D    | Wilmer Crisanto     | 24 giugno 1989 (23 anni)   |       |      | Victoria      |
| 3  | D    | Maynor Figueroa (+) | 2 maggio 1983 (29 anni)    |       |      | Wigan         |
| 4  | D    | Hilder Colón        | 6 aprile 1989 (23 anni)    |       |      | Real España   |
| 5  | D    | José Velásquez      | 8 dicembre 1989 (22 anni)  |       |      | Victoria      |
| 6  | C    | Arnold Peralta      | 29 marzo 1989 (23 anni)    |       |      | Vida          |
| 7  | C    | Mario Martínez      | 30 luglio 1989 (22 anni)   |       |      | Real España   |
| 8  | C    | Alfredo Mejía       | 3 aprile 1990 (22 anni)    |       |      | Motagua       |
| 9  | A    | Anthony Lozano      | 25 aprile 1993 (19 anni)   |       |      | Alcoyano      |
| 10 | C    | Alexander López     | 5 giugno 1992 (20 anni)    |       |      | Olimpia       |
| 11 | A    | Jerry Bengtson (+)  | 8 aprile 1987 (25 anni)    |       |      | Motagua       |
| 12 | C    | Orlin Peralta       | 12 febbraio 1990 (22 anni) |       |      | Vida          |
| 13 | A    | Eddie Hernández     | 27 febbraio 1991 (21 anni) |       |      | Häcken        |
| 14 | C    | Andy Najar          | 16 marzo 1993 (19 anni)    |       |      | D.C. United   |
| 15 | C    | Roger Espinoza (+)  | 25 ottobre 1986 (25 anni)  |       |      | Sporting K.C. |
| 16 | D    | Johnny Leverón      | 7 febbraio 1990 (22 anni)  |       |      | Motagua       |
| 17 | C    | Luis Garrido        | 5 novembre 1990 (21 anni)  |       |      | Olimpia       |
| 18 | P    | Francisco Reyes     | 7 febbraio 1990 (22 anni)  |       |      | Olimpia       |

### Giappone
Allenatore:  Takashi Sekizuka
| N. | Pos. | Giocatore          | Data nascita (età)          | Pres. | Reti | Squadra             |
| -- | ---- | ------------------ | --------------------------- | ----- | ---- | ------------------- |
| 1  | P    | Shūichi Gonda      | 3 marzo 1989 (23 anni)      |       |      | FC Tokyo            |
| 2  | D    | Yūhei Tokunaga (+) | 25 settembre 1983 (28 anni) |       |      | FC Tokyo            |
| 3  | C    | Takahiro Ōgihara   | 5 ottobre 1991 (20 anni)    |       |      | Cerezo Osaka        |
| 4  | D    | Hiroki Sakai       | 12 aprile 1990 (22 anni)    |       |      | Kashiwa Reysol      |
| 5  | D    | Maya Yoshida (+)   | 24 agosto 1988 (23 anni)    |       |      | VVV-Venlo           |
| 6  | D    | Taisuke Muramatsu  | 16 dicembre 1989 (22 anni)  |       |      | Shimizu S-Pulse     |
| 7  | A    | Yūki Ōtsu          | 24 marzo 1990 (22 anni)     |       |      | Borussia M'gladbach |
| 8  | D    | Kazuya Yamamura    | 2 dicembre 1989 (22 anni)   |       |      | Kashima Antlers     |
| 9  | A    | Kenyu Sugimoto     | 18 novembre 1992 (19 anni)  |       |      | Tokyo Verdy         |
| 10 | C    | Keigo Higashi      | 20 luglio 1990 (22 anni)    |       |      | RB Omiya Ardija     |
| 11 | A    | Kensuke Nagai      | 5 marzo 1989 (23 anni)      |       |      | Nagoya Grampus      |
| 12 | D    | Gōtoku Sakai       | 14 marzo 1991 (21 anni)     |       |      | Stoccarda           |
| 13 | D    | Daisuke Suzuki     | 29 gennaio 1990 (22 anni)   |       |      | Albirex Niigata     |
| 14 | C    | Takashi Usami      | 6 maggio 1992 (20 anni)     |       |      | Bayern Monaco       |
| 15 | A    | Manabu Saitō       | 4 aprile 1990 (22 anni)     |       |      | Yokohama F·Marinos  |
| 16 | C    | Hotaru Yamaguchi   | 6 ottobre 1990 (21 anni)    |       |      | Cerezo Osaka        |
| 17 | C    | Hiroshi Kiyotake   | 12 novembre 1989 (22 anni)  |       |      | Cerezo Osaka        |
| 18 | P    | Shunsuke Andō      | 10 agosto 1990 (21 anni)    |       |      | Kawasaki Frontale   |

### Marocco
Allenatore:  Pim Verbeek
| N. | Pos. | Giocatore              | Data nascita (età)          | Pres. | Reti | Squadra          |
| -- | ---- | ---------------------- | --------------------------- | ----- | ---- | ---------------- |
| 1  | P    | Mohamed Amsif          | 7 febbraio 1989 (23 anni)   |       |      | Augusta          |
| 2  | D    | Abdelatif Noussir      | 20 febbraio 1990 (22 anni)  |       |      | FUS Rabat        |
| 3  | D    | Mohamed Aberhoun       | 3 maggio 1989 (23 anni)     |       |      | Moghreb Tétouan  |
| 4  | D    | Abdelhamid El Kaoutari | 17 marzo 1990 (22 anni)     |       |      | Montpellier      |
| 5  | D    | Zakarya Bergdich       | 7 gennaio 1989 (23 anni)    |       |      | Lens             |
| 6  | C    | Imad Najah             | 19 febbraio 1991 (21 anni)  |       |      | PSV              |
| 7  | C    | Zakaria Labyad         | 9 marzo 1993 (19 anni)      |       |      | PSV              |
| 8  | C    | Driss Fettouhi         | 30 settembre 1989 (22 anni) |       |      | Istres           |
| 9  | A    | Nordin Amrabat (+)     | 31 marzo 1987 (25 anni)     |       |      | Kayserispor      |
| 10 | C    | Abdelaziz Barrada      | 19 giugno 1989 (23 anni)    |       |      | Getafe           |
| 11 | A    | Soufiane Bidaoui       | 20 aprile 1990 (22 anni)    |       |      | Lierse           |
| 12 | C    | Omar El Kaddouri       | 21 agosto 1990 (21 anni)    |       |      | Brescia          |
| 13 | D    | Zouhair Feddal         | 1º gennaio 1989 (23 anni)   |       |      | Espanyol B       |
| 14 | C    | Houssine Kharja (+)    | 9 novembre 1982 (29 anni)   |       |      | Fiorentina       |
| 15 | C    | Rayan Frikeche         | 9 ottobre 1991 (20 anni)    |       |      | Angers           |
| 16 | D    | Yassine Jebbour        | 24 agosto 1991 (20 anni)    |       |      | Rennes           |
| 17 | A    | Soufian El Hassnaoui   | 28 ottobre 1989 (22 anni)   |       |      | De Graafschap    |
| 18 | P    | Yassine Bounou         | 5 aprile 1991 (21 anni)     |       |      | Wydad Casablanca |

### Spagna
Allenatore:  Luis Milla
| N. | Pos. | Giocatore         | Data nascita (età)          | Pres. | Reti | Squadra             |
| -- | ---- | ----------------- | --------------------------- | ----- | ---- | ------------------- |
| 1  | P    | David de Gea      | 7 novembre 1990 (21 anni)   |       |      | Manchester Utd      |
| 2  | D    | César Azpilicueta | 28 agosto 1989 (22 anni)    |       |      | Olympique Marsiglia |
| 3  | D    | Álvaro Domínguez  | 15 maggio 1989 (23 anni)    |       |      | Atlético Madrid     |
| 4  | C    | Javi Martínez (+) | 2 settembre 1988 (23 anni)  |       |      | Athletic Bilbao     |
| 5  | D    | Iñigo Martínez    | 17 maggio 1991 (21 anni)    |       |      | Real Sociedad       |
| 6  | D    | Jordi Alba        | 21 marzo 1989 (23 anni)     |       |      | Valencia            |
| 7  | A    | Adrián (+)        | 8 gennaio 1988 (24 anni)    |       |      | Atlético Madrid     |
| 8  | A    | Iker Muniain      | 19 dicembre 1992 (19 anni)  |       |      | Athletic Bilbao     |
| 9  | A    | Rodrigo           | 6 marzo 1991 (21 anni)      |       |      | Benfica             |
| 10 | C    | Juan Mata (+)     | 28 aprile 1988 (24 anni)    |       |      | Chelsea             |
| 11 | C    | Koke              | 8 gennaio 1992 (20 anni)    |       |      | Atlético Madrid     |
| 12 | D    | Martín Montoya    | 14 aprile 1991 (21 anni)    |       |      | Barcellona          |
| 13 | D    | Alberto Botía     | 27 gennaio 1989 (23 anni)   |       |      | Sporting Gijón      |
| 14 | C    | Oriol Romeu       | 24 settembre 1991 (20 anni) |       |      | Chelsea             |
| 15 | C    | Isco              | 21 aprile 1992 (20 anni)    |       |      | Malaga              |
| 16 | C    | Cristian Tello    | 11 agosto 1991 (20 anni)    |       |      | Barcellona          |
| 17 | C    | Ander Herrera     | 14 agosto 1989 (22 anni)    |       |      | Athletic Bilbao     |
| 18 | P    | Diego Mariño      | 9 maggio 1990 (22 anni)     |       |      | Villarreal B        |